# Capellen (canton)
Capellen este un canton al Luxemburgului în districtul Luxemburg.
Cantonul conține următoarele comune: 
- Bascharage
- Clemency
- Dippach
- Garnich
- Hobscheid
- Kehlen
- Koerich
- Kopstal
- Mamer
- Septfontaines
- Steinfort

1. ↑   https://statistiques.public.lu/fr/territoire-environnement/index.html Lipsește sau este vid: |title= (ajutor)